# El entremés de los romances
El entremés de los romances es una pieza de teatro del Siglo de Oro español, publicado en la tercera parte de las Comedias de Lope de Vega y otros (Barcelona, 1612). Es materia de estudio entre los especialistas desde que Adolfo de Castro señalara las grandes coincidencias con el Quijote de Cervantes, sobre todo con los cuarto y quinto capítulos de la primera parte, donde se narra la primera salida de don Quijote, coincidencias que le llevaron a atribuir a Cervantes su autoría. La cuestión de la autoría de la obra, y su anterioridad o posterioridad al Quijote, está sin resolverse.

## Intriga
Bartolo es un labrador recién casado que, perdida la cordura por la constante lectura de romances, decide abandonar su vida y, acompañado de su escudero Bandurrio, embarcarse para luchar contra los ingleses. Durante su viaje Bartolo decide intervenir en una disputa entre dos pastores (por una cuestión de amores) y acaba apaleado con su propia lanza. Llegan entonces los familiares de Bartolo y lo llevan a casa. Como era habitual, el entremés finaliza con un baile.

## Personajes
- Bartolo, labrador que enloquece a causa de la obsesiva lectura del Romancero.
- Teresa, su reciente esposa.
- Bandurrio, sirviente y escudero de Bartolo.